# Браун, Роско Ли
Ро́ско Ли Бра́ун (англ. Roscoe Lee Browne; 2 мая 1922, Вудбери, Нью-Джерси — 11 апреля 2007[…], Лос-Анджелес, Калифорния) — американский актёр.

## Биография
Роско Ли Браун родился в городке Вудбери, штат Нью-Джерси, в семье баптистов. Отец — Сильванус С. Браун, пресвитер, мать — Лави (в девичестве — Лави Ли Ашер), сам Роско был четвёртым сыном в семье.
Браун принимал участие во Второй мировой войне в составе 92-й пехотной дивизии.
В 1946 году окончил пенсильванский Университет Линкольна. После этого активно продолжил своё образование: окончил Миддлбери-колледж в Вермонте, Колумбийский университет в Нью-Йорке и Флорентийский университет в Италии. Будучи хорошим бегуном на средние дистанции, в 1949 году выиграл национальный чемпионат Amateur Athletic Union в беге на 1000 ярдов (914,4 м). С 1946 по 1952 годы периодически преподавал в своей альма-матер сравнительное литературоведение, английский и французский языки. Несколько лет занимался продажей вина для компании Schenley Import Corporation, а в 1956 году объявил, что решил бросить эту работу и стать профессиональным актёром — в этом ему по мере сил помогла известная оперная певица Леонтина Прайс.
В 1960 году он дебютировал на сцене в спектакле «Юлий Цезарь», а уже в следующем году впервые появился на широком экране, исполнив небольшую роль в фильме «Связной». Владелец звучного и красивого баритона, Роско Ли Браун в дальнейшем стал востребованным актёром озвучивания. В 1968—1969 годах работал ночным диджеем на радиостанции англ. WWFS. В 1968 году записал радиопрограмму Music and Gibran, в которой он читал стихи Джебрана Халиля Джебрана под оригинальную восточную музыку.
Роско Ли Браун скончался 11 апреля 2007 года в Лос-Анджелесе от рака желудка, не дожив трёх недель до своего 85-го дня рождения.

## Избранная фильмография
| Год       |    | Русское название                   | Оригинальное название           | Роль                                |
| --------- | -- | ---------------------------------- | ------------------------------- | ----------------------------------- |
| 1962      | с  | Защитники                          | The Defenders                   | мистер Паттерсон                    |
| 1964      | с  | Чёрный, как я                      | Black Like Me                   | Кристоф                             |
| 1967      | ф  | Комедианты                         | The Comedians                   | Маленький Пьер                      |
| 1969      | ф  | Топаз                              | Topaz                           | Филипп Дюбуа                        |
| 1970      | ф  | Освобождение Л.Б. Джонса           | The Liberation of L.B. Jones    | Л.Б. Джонс                          |
| 1972      | ф  | Ковбои                             | The Cowboys                     | Джебадайя Найтлинджер               |
| 1972      | с  | Бонанза                            | Bonanza                         | Джошуа                              |
| 1972—1973 | с  | Все в семье                        | All in the Family               | Джин Дювал / Хью Виктор Томпсон III |
| 1973      | с  | Улицы Сан-Франциско                | The Streets of San Francisco    | Дэнси                               |
| 1975      | с  | Барни Миллер                       | Barney Miller                   | Чарли Эванс Джефферс                |
| 1976      | ф  | Бегство Логана                     | Logan’s Run                     | Бокс                                |
| 1977      | с  | Старски и Хатч                     | Starsky & Hutch                 | Квотрейн                            |
| 1980—1981 | с  | Мыло                               | Soap                            | Сондерс                             |
| 1983      | с  | Частный детектив Магнум            | Magnum, P.I.                    | Карлтон                             |
| 1986      | ф  | Орлы юриспруденции                 | Legal Eagles                    | судья Докинс                        |
| 1986      | ф  | Джек-попрыгун                      | Jumpin’ Jack Flash              | Арчер Линкольн                      |
| 1986—1987 | с  | Шоу Косби                          | The Cosby Show                  | доктор Барнабус Фостер              |
| 1987      | с  | 227                                | 227                             | Альберт Генри                       |
| 1988      | с  | Фэлкон Крест                       | Falcon Crest                    | Розмонт                             |
| 1988      | мф | Оливер и компания                  | Oliver & Company                | Фрэнсис                             |
| 1988      | мс | Настоящие охотники за привидениями | The Real Ghostbusters           | Эдвард «Большой Эд» Зеддемор        |
| 1988—1992 | с  | Другой мир                         | A Different World               | доктор Барнабус Фостер              |
| 1990      | ф  | Луна-44                            | Moon 44                         | председатель                        |
| 1990      | с  | Коломбо                            | Columbo                         | доктор Стедман                      |
| 1990      | с  | Тайны отца Даулинга                | Father Dowling Mysteries        | Деннис Крей                         |
| 1991      | мс | Пираты тёмной воды                 | The Pirates of Dark Water       | дополнительные голоса               |
| 1992      | ф  | Короли мамбо                       | The Mambo Kings                 | Фернандо Перес                      |
| 1992      | ф  | Эдди Пресли                        | Eddie Presley                   | доктор                              |
| 1992—2003 | с  | Закон и порядок                    | Law & Order                     | Аарон Миллер / сэр Идрис Балева     |
| 1993—1994 | с  | Подводная одиссея                  | seaQuest DSV                    | доктор Рейли Янг                    |
| 1994      | мс | Бэтмен                             | Batman: The Animated Series     | доктор Ватаки                       |
| 1995      | ф  | Бэйб: Четвероногий малыш           | Babe                            | рассказчик                          |
| 1995      | мс | Фриказоид!                         | Freakazoid!                     | великий мистический гном            |
| 1995      | мс | Фантом 2040                        | Phantom 2040                    | старый Гуран                        |
| 1995—1998 | мс | Человек-паук                       | Spider-Man                      | Уилсон Фиск / Кингпин               |
| 1996      | ф  | Дорогой Боженька                   | Dear God                        | Идрис Абрахам                       |
| 1996      | ф  | Лесной воин                        | Forest Warrior                  | Кловис Мэдисон                      |
| 1998      | ф  | Поцелуй Иуды                       | Judas Kiss                      | шеф Бликер                          |
| 1998      | ф  | Бэйб: Поросёнок в городе           | Babe: Pig in the City           | рассказчик                          |
| 1999      | с  | Скорая помощь                      | ER                              | преподобный Мэттью Линн             |
| 1999—2000 | мс | Дикая семейка Торнберри            | The Wild Thornberrys            | Гоулам / комодский варан            |
| 2002      | с  | Щит                                | The Shield                      | Брайс Уимс                          |
| 2002      | мф | Планета сокровищ                   | Treasure Planet                 | мистер Эрроу                        |
| 2003—2004 | мс | Статический шок                    | Static Shock                    | доктор Анокие                       |
| 2004      | с  | Уилл и Грейс                       | Will & Grace                    | Лайнус                              |
| 2006      | ф  | Гарфилд 2                          | Garfield: A Tail of Two Kitties | рассказчик                          |
| 2007      | ф  | Очень эпическое кино               | Epic Movie                      | рассказчик                          |

## Награды и номинации
| Награда                  | Год  | Категория                                          | Название работы | Результат |
| ------------------------ | ---- | -------------------------------------------------- | --------------- | --------- |
| Прайм-тайм премия «Эмми» | 1976 | Лучший приглашённый актёр в комедийном телесериале | Барни Миллер    | Номинация |
| Прайм-тайм премия «Эмми» | 1986 | Лучший приглашённый актёр в комедийном телесериале | Шоу Косби       | Победа    |
| Дневная премия «Эмми»    | 1995 | Лучшая роль в анимационной программе               | Человек-паук    | Номинация |